# Juan David Díaz
Juan David Díaz (Apartadó, Antioquia, Colombia; 10 de octubre de 1992) es un futbolista colombiano. Juega de defensa.

## Trayectoria
Debutó con el Deportivo Pasto, el 15 de febrero de 2009 frente a Deportivo Pereira manteniéndose luego regularmente como uno de los jugadores convocados hasta la fecha.  

## Selección Colombia
Ha jugado con todas las categorías inferiores de Colombia desde la sub-17. Con la Selección Colombia sub-17 participó del Sudamericano de Chile en el año 2009 y desde en año 2010 participó de todos los microciclos de la Selección sub-20, asistiendo al Campeonato Sudamericano Sub-20 de 2011, y del Torneo Esperanzas de Toulon de 2010 y 2011 en Francia logrando el campeonato de 2011. En julio del 2011 fue convocado por Eduardo Lara entre los 21 jugadores que formaran parte de la Copa Mundial de Fútbol Sub-20 de 2011 en Colombia.

## Clubes
| Club            | País     | Año         |
| --------------- | -------- | ----------- |
| Deportivo Pasto | Colombia | 2009 - 2012 |

## Palmarés

### Campeonatos nacionales
| Título    | Club            | País     | Año  |
| --------- | --------------- | -------- | ---- |
| Primera B | Deportivo Pasto | Colombia | 2011 |

### Copas internacionales
| Título                      | Club                      | País    | Año  |
| --------------------------- | ------------------------- | ------- | ---- |
| Torneo Esperanzas de Toulon | Selección Colombia Sub-20 | Francia | 2011 |